# 무라지
무라지(連, むらじ)는 고대 일본 야마토 왕권(ヤマト王権)의 통치를 받았던 가바네(姓)의 하나로, 왕권의 가신(家臣) 가운데 최고위 위치에 있었던 가바네의 하나였다.

## 개요
일찍이 무라지는 야마토 왕권에 직속되어 있던 유력 씨족 가운데 발탁되어 주어진 가바네로 알려져 있으며, 특수한 관직이나 직업을 지닌 입장에 있었다. 무라지라는 가바네를 사용한 유력 씨족으로는 오토모 씨(大伴氏)나 모노노베씨(物部氏)가 있으며, 이밖에도 나카토미 씨(中臣氏) ・ 하제 씨(土師氏) ・ 유게 씨(弓削氏) ・ 오와리 씨(尾張氏) 등의 여러 씨족이 있었다.
《일본서기》(日本書紀) 등에 따르면 무라지 가바네는 대부분 왕실 이외의 신(神)의 자손을 자처한 자들의 가바네였다.
중앙의 유력 호족들이 중심이었던 오미(臣)에 비해 무라지 가바네를 가진 씨족은 조정의 역직(役職)과도 직결되어 있었고, 오토모 씨나 모노노베 씨도 그 이전부터 야마토 왕권의 군사를 맡아보는 역할을 지닌 씨족으로 알려져 있다.
이 가바네를 가진 씨족 가운데에서도 가장 유력한 자를 오무라지(大連, おおむらじ)라 불렀고, 오미 가바네를 가진 씨족 가운데 유력자였던 오오미(大臣, おおおみ)와 함께 국정을 맡아 보았다.
덴무 천황(天武天皇)이 팔색성(八色の姓)을 개혁할 때 무라지 가바네의 지위는 위에서 일곱 번째로 격하되었고, 그 뒤 아손(朝臣)이 유력 씨족의 가바네가 되었다.

## 같이 보기
- 가바네